# نویل بولز چمبرلین
نویل بولز چمبرلین (انگلیسی: Neville Bowles Chamberlain؛ ۱۰ ژانویه ۱۸۲۰ – ۱۸ فوریه ۱۹۰۲) فرد نظامی اهل پادشاهی متحد بریتانیای کبیر و ایرلند بود. وی  همچنین برندهٔ جوایزی همچون نشان حمام شده‌است.